# Виданская узкоколейная железная дорога
Виданская (Шуйско-Виданская) и Совдо-Сямозерская узкоколейные железные дороги составляли единую сеть, находились к северо-западу от города Петрозаводска. Эта сеть была одной из крупнейших узкоколейных железных дорог региона.
Начальный пункт — Виданской узкоколейной железной дороги — посёлок Чална, расположенный вблизи станции Чална-Онежская на железнодорожной линии Петрозаводск — Суоярви, начальный пункт Совдо-Сямозерской узкоколейной железной дороги — посёлок Кудама, расположенный на берегу озера Сямозеро.
Согласно отчётам бывшего Министерства лесной промышленности, первый участок Виданской (Шуйско-Виданской) узкоколейной железной дороги был открыт в 1949 году. Вскоре на узкоколейной железной дороге появился лесной посёлок Речка (17 километров от начального пункта узкоколейной железной дороги — посёлка Чална).
Благодаря снимку в номере газеты «Ленинское знамя» от 16 января 1949 года известно, что узкоколейная железная дорога фактически была открыта раньше 1949 года. Уже как минимум в 1948 году она использовалась для вывоза леса.
Железная дорога обслуживала Шуйско-Виданский леспромхоз, два поезда возили работников в лес по УЖД, на делянки до Кудамы и до Нелгомозера в Кондопожском районе. А когда лес был вырублен, и надобность в УЖД отпала, её демонтировали.
Совдо-Сямозерская узкоколейная железная дорога первоначально была изолированной.
Согласно отчётам бывшего Министерства лесной промышленности, первый участок Совдо-Сямозерской узкоколейной железной дороги был открыт в 1949 году. Лес вывозился на берег озера Сямозеро вблизи посёлка Кудама, далее транспортировался водным путём.
Не позднее 1960-х годов Шуйско-Виданская и Совдо-Сямозерская узкоколейные железные дороги были соединены и составили единую сеть. Объединённая узкоколейная железная дорога на протяжении некоторого времени была крупнейшей в регионе.
Протяжённость главной магистрали Чална — Речка — Лесная — Кудама составляла 75 километров. С учётом веток, протяжённость узкоколейной железной дороги доходила до 200 километров.
Первоначально на узкоколейной железной дороге работали паровозы. Позднее — мотовозы и тепловозы (ТУ4 и другие).
На узкоколейной железной дороге осуществлялись регулярные пассажирские перевозки. Существовало несколько маршрутов пассажирских поездов. Летом по выходным дням назначались поезда, предназначенные для организованной доставки работников Шуйско-Виданского леспромхоза и жителей города Петрозаводска к местам рыбной ловли, сбора грибов и ягод.
Во второй половине 1970-х годов значительная часть узкоколейной железной дороги (почти 90 процентов протяжённости линий) была разобрана. Сохранялся лишь головной участок магистрали — от Чалны до Речки. На топографической карте масштаба 1:50 000, изданной в 1981 году, участок Чална — Речка был показан действующим, остальные участки были обозначены как полотно разобранной железной дороги.
В конце 1980-х годов (?) последний участок узкоколейной железной дороги был разобран.
По состоянию на лето 2012 года (информация от М. Зименкова), в посёлке Чална сохранялось здание локомотивного депо, несколько разграбленных пассажирских вагонов ПВ40, кабина тепловоза ТУ4-248.